# Аханахт II
Аханахт II (егип. ʿḥȝ-nḫt) — номарх XV верхнеегипетского нома (септа) Унут в конце XXI — начале XX вв. до н. э.. Сын номарха Аханахта I.
Аханахт II наследовал своему отцу в должности номарха XV нома Верхнего Египта в конце правления царя Ментухотепа II или в начале правления Ментухотепа III. Правление Аханахта II было недолгим — по подсчётам исследователей (например, Э. Броварского), совместный период правления Аханахта и наследовавшего ему Джехутихотепа IV составил около десяти лет. 
В надписях на стенах своей усыпальницы Аханахт величает себя следующими титулами и эпитетами: «номарх, управитель Обоих Престолов, распорядитель жрецов Тота, князь Хемену, великий предводитель нома Унут, возлюбленный своими богами, чтимый в присутствии Осириса, чтимый один, Аханахт правогласный».
Гробница Аханахта II, как и гробницы его отца и брата, находится в некрополе у современного селения Дейр эль-Берша. Гробница была впервые подробно исследована Перси Ньюберри в 1891—1892 годах и издана в 1895 году. Саркофаг Аханахта в гробнице обнаружен не был.